# Grigori Kosysj
Grigori Georgievitsj Kosysj (Russisch: Григорий Георгиевич Косых) (Oral, 9 februari 1934 – aldaar, 23 februari 2012) was een Russisch olympisch schutter. Hij nam drie opeenvolgende keren deel aan de Olympische Zomerspelen in het onderdeel vrij pistool 50 m, maar wist enkel tijdens zijn eerste deelname een medaille te veroveren, een gouden. 